# Arzeno d'Oneglia
Arzeno d'Oneglia (Lârže in ligure) è una frazione del comune di Cesio, in provincia di Imperia.
Si trova nell'alta valle del torrente Impero, lungo il crinale, in posizione dominante sulla valle, alle spalle di Oneglia.

## Storia
Testimonianze storiche del territorio arzenese e cesiasco compaiono nel XII secolo durante la dominazione vescovile della diocesi di Albenga. Successivamente l'area intorno alle valli dell'Impero, del Maro, della val Merula e val Lerrone entrarono tra i possedimenti della cosiddetta Castellania di Monte Arosio e poi dei conti di Ventimiglia.
Rientrato tra le proprietà della famiglia Doria (del ramo del Maro) Arzeno, Cesio e altre località del territorio furono cedute nel 1576 al Ducato di Savoia del duca Emanuele Filiberto e, con l'evolversi degli eventi, nel successivo Regno di Sardegna dal 1735.
Con la dominazione napoleonica la municipalità di Arzeno confluì tra il 1801 e il 1803 nella Repubblica Ligure andando a costituire il II cantone di Val di Maro nella Giurisdizione degli Ulivi. Annesso al Primo Impero francese, dal 13 giugno 1805 al 1814 il territorio fu inserito nel Dipartimento di Montenotte sotto l'arrondissement di Porto Maurizio.
Nuovamente inglobato nel Regno di Sardegna dal 1815, così come stabilito dal Congresso di Vienna del 1814, rientrò nel Regno d'Italia a partire dal 1861 con l'istituzione del comune di San Bartolomeo ed Arzeno. Dal 1859 al 1927 la municipalità confluì nel I mandamento di Borgomaro del circondario di Porto Maurizio, facente parte della provincia di Porto Maurizio e, con la sua costituzione, della successiva provincia di Imperia. Al 1889 risale il cambio di denominazione dell'ente comunale in Arzeno d'Oneglia.
Soppresso nel 1923 e aggregato come frazione nel territorio comunale di Chiusavecchia, e nuovamente ricostituito nel 1925, gli ultimi aggiustamenti territoriali dell'ex comune di Arzeno d'Oneglia risalgono al 1929 quando si sancì la definitiva soppressione dell'ente e il conseguente scorporo: Arzeno d'Oneglia (frazione di Cesio) e San Bartolomeo come frazione di Caravonica.

## Monumenti e luoghi d'interesse
Conserva quasi intatta la struttura originaria, molto raccolta, con abitazioni caratterizzate dal tipico esterno in pietra a vista. La via pedonale principale attraversa centralmente l'abitato dall'alto verso il basso, dalla piazza superiore, sulla quale si affaccia il vecchio palazzo comunale, alla piazza del Popolo, con un oratorio e un campanile.
Si raggiunge da una diramazione di circa 500 m in discesa dalla ex strada statale 28 del Colle di Nava, tra gli abitati di Cesio (capoluogo) e di Colle San Bartolomeo, che giunge alla piazza superiore.

## Cultura

### Eventi
La festa patronale di San Benedetto rappresenta oggi l'unica vera occasione per i pochi abitanti, nonché per quelli che ne sono di origine ma vivono lungo la costa e per i discendenti, di ritrovarsi; un momento di festa che ha ripreso vigore in questi ultimi anni grazie al contributo dei tanti che allestiscono il rinfresco in piazza. Nell'anno 2009, inoltre, si è voluto rievocare la "festa del grano", con l'esposizione e il relativo funzionamento di macchinari degli anni '30 del Novecento per la battitura e la selezione del grano prodotto in loco.